# Yamatarotes convexus
Yamatarotes convexus là một loài tò vò trong họ Ichneumonidae.